# Адалберт (маркграф)
Вижте пояснителната страница за други личности с името Адалберт.
Алдаберт Маркграф (на италиански: Adalberto il Margravio) или Адалберт III (Adalberto III; * X век; † ок. 951, Милано) е италиански благородник от лангобардски произход, член на Отбертините, маркграф на Източна Лигурия (Отбертинова марка). Той е прародител на родовете Палавичини, Маласпина и Есте.

## Произход
Не е ясно кои са родителите му. Считан е за син на Гуидо от Тоскана, граф и херцог на Лука, маркграф на Тоскана от 915 до 929 г. Вместо това е първороден син на Ламберт, брат и наследник на Гуидо. Ламберт е свален и ослепен от Хуго I от Арл, новият съпруг на вдовицата на Гуидо Мароция. На 13 април 945 г. пфалцграфът издава присъда в Павия, с която назначава Оберто I – потомък на Ламберт за херцог на Сполето.

## Биография
Малко се знае за този благородник. Той е издигнат до благородническа титла „виконт“ през 940 г. и получава името „Адалберт III“. Той също така притежава титлата „маркграф на Италия“ и управлява Маркграфство Източна Лигурия (Отбертинова марка), което включва по-голямата част от съвременния италиански регион Ломбардия и половината от съвременна Лигурия.
Адалберт се счита за родоначалник на семейство Обертини и на кадетския му клон Миагро от Лигурия, наричан още Миагро дей Обертенги, една от най-влиятелните благороднически семейства от Италианското средновековие, която споделя потекло със семействата Палавичини и Маласпина.

## Потомство
- Оберто I († 975), маркграф на Източна Лигурия от 951 г., пфалцграф през 953 г. и граф на Луни, Генуа и Тортона; има трима сина
- Амброзо († 988), епископ на Алерия в Корсика